# Sylvanus Olympio
Sylvanus Epiphanio Olympio (Lomé, 6 de septiembre de 1902 - ibídem, 13 de enero de 1963) fue un político togolés que fue primer ministro, y luego presidente, de Togo desde 1958 hasta su asesinato en 1963.  

## Biografía
Nació en el seno de una de las familias más ricas de Togo del siglo XX, la familia Olympio. Después de graduarse en la London School of Economics and Political Science comenzó a trabajar para Unilever, convirtiéndose rápidamente en el presidente de la sección africana de esta empresa. 
Después de la Segunda Guerra Mundial, Sylvanus Olympio llegó a ser un gran líder en los esfuerzos por la independencia de Togo. Su partido ganó las elecciones de 1958, convirtiéndose en el primer ministro de este país. Ocupó el cargo entre 1958 y 1961. Luego fue el primer Presidente de Togo como estado independiente en el periodo 1960 a 1963, cuando fue asesinado durante un golpe de Estado militar mientras trataba de refugiarse en la embajada de los Estados Unidos; el 13 de enero de 1963, precisamente dos días antes de que firmara la salida de Togo del CFA. Los analistas suelen sostener que entre los principales motivos del golpe se encuentra el descontento de los ex soldados franceses que no pudieron conseguir empleo porque Olympio mantuvo una fuerza militar pequeña.
Su hijo, Gilchrist Olympio, es en la actualidad la figura de oposición más prominente en Togo.